# ICCO
ICCO was de Nederlandse interkerkelijke organisatie voor internationale samenwerking. ICCO komt voort uit protestants-christelijke maatschappelijke en kerkelijke organisaties en werd in 1964 opgericht als Interkerkelijke Coördinatie Commissie Ontwikkelingssamenwerking. Deze naam wordt niet meer als afkorting gebruikt, maar het letterwoord is gebleven. Tegenwoordig noemt ICCO zich ICCO Coöperatie. In januari 2021 is ICCO samengegaan met Cordaid. De nieuwe organisatie gaat verder onder de naam Cordaid.
ICCO zette zich in voor een wereld waarin mensen in waardigheid en welzijn kunnen leven. De organisatie bestrijdt armoede en onrecht door lokale partnerorganisaties in 36 ontwikkelingslanden financieel te steunen. In 2000 fuseerden de Stichting Oecumenische Hulp (SOH) en Dienst Over Grenzen (DOG) met ICCO, een deel van SOH ging toen op in Kerk in Actie. ICCO is de enige aandeelhouder van de ICCO Group B.V., waar de organisatie haar betaalde diensten en producten heeft ondergebracht. 
ICCO richtte zich op een viertal thema's:
- Voedselzekerheid
- Inclusieve economische ontwikkeling
- Verantwoord ondernemen
- Noodhulp

ICCO was in Utrecht gehuisvest in het pand van de Protestantse Kerk in Nederland vanwege de samenwerking met Kerk in Actie (het missionair en diaconaal werk van de PKN). Sinds 2010 werkte ICCO met 5 regiokantoren in Afrika, Azië en Latijns-Amerika. Daarnaast werkten ICCO medewerkers op een aantal landenkantoren. Ook had ICCO een vestiging in de Verenigde Staten. 
ICCO deed niet aan particuliere fondsenwerving en was daarom bij het grote publiek relatief onbekend. ICCO was tot 2015 een van de zes medefinancieringsorganisaties en kreeg een aanzienlijk deel van zijn budget van het ministerie van Buitenlandse Zaken. Een kleiner deel van het budget kwam vanuit de Europese Unie, de MasterCard Foundation, de Wereldbank, de Nationale Postcode Loterij en andere institutionele donoren. De omzet van ICCO bedroeg in 2015 ruim 65 miljoen euro en in 2016 ruim 40 miljoen euro.

## Kritiek
In november 2010 werd ICCO bekritiseerd toen bekend werd dat zij de Palestijnse organisatie Electronic Intifada steunde. Ook minister van Buitenlandse Zaken Uri Rosenthal wilde opheldering om erachter te komen of geen overheidsgeld gebruikt werd om anti-Israëlische actiegroepen te steunen. ICCO schonk de organisatie in de periode 2006-2009 in totaal 150.000 euro.
In november 2016 meldden het Nieuw Israelietisch Weekblad en het Reformatorisch Dagblad op basis van een rapport van NGO-Monitor dat nog steeds geld van Nederlandse protestantse kerken via ICCO naar Palestijnse militante organisaties zoals het Volksfront voor de Bevrijding van Palestina (PFLP) gaat.  

## Fusie met Cordaid
Per 1 januari 2021 is ICCO gefuseerd in Cordaid.